# Mistrzostwa Europy w Zapasach 1933
13. Mistrzostwa Europy w zapasach odbywały się w 1933 roku w Helsinkach w stylu klasycznym, a w stylu wolnym w Paryżu.

## Styl klasyczny

### Medaliści
| Konkurencja | Złoto              | Srebro          | Brąz              |
| ----------- | ------------------ | --------------- | ----------------- |
| -56 kg      | Ödön Zombori       | Herman Tuvesson | Robert Voigt      |
| -61 kg      | Kustaa Pihlajamäki | Wolfgang Ehrl   | Sven Martinsen    |
| -66 kg      | Aarne Reini        | Einar Karlsson  | Arild Dahl        |
| -72 kg      | Mikko Nordling     | Gunnar Glans    | Albert Kusnets    |
| -79 kg      | Axel Cadier        | Jean Földeák    | Edvard Westerlund |
| -87 kg      | Rudolf Svensson    | Väinö Kokkinen  | Olaf Luiga        |
| +87 kg      | Kurt Hornfischer   | Arvo Niemelä    | Calle Westergren  |

### Tabela medalowa
| Lp. | Państwo    | Złoto | Srebro | Brąz |
| --- | ---------- | ----- | ------ | ---- |
| 1   | Finlandia  | 3     | 2      | 1    |
| 2   | Szwecja    | 2     | 3      | 1    |
| 3   | III Rzesza | 1     | 2      | 0    |
| 4   | Węgry      | 1     | 0      | 0    |
| 5   | Norwegia   | 0     | 0      | 2    |
|     | Estonia    | 0     | 0      | 2    |

## Styl wolny

### Medaliści
| Konkurencja | Złoto        | Srebro            | Brąz            |
| ----------- | ------------ | ----------------- | --------------- |
| -56 kg      | Ödön Zombori | Hermann Fischer   | Joe Reid        |
| -61 kg      | Ferenc Tóth  | Jean Vordermann   | Georges Leborre |
| -66 kg      | Denis Perret | Marcel Lejeune    | -               |
| -72 kg      | Jean Földeák | Hans Minder       | Albert Arnaud   |
| -79 kg      | Jean Jourlin | Rene Vanderveeken | Fred Oberlander |
| -87 kg      | László Papp  | Hervé Deniel      | Julien Cammaert |
| +87 kg      | Willy Bürki  | Léon Charlier     | Arthur Ghewaert |

### Tabela medalowa
| Lp. | Państwo         | Złoto | Srebro | Brąz |
| --- | --------------- | ----- | ------ | ---- |
| 1   | Węgry           | 3     | 0      | 0    |
| 2   | Szwajcaria      | 2     | 2      | 0    |
| 3   | Francja         | 1     | 2      | 3    |
| 4   | III Rzesza      | 1     | 1      | 0    |
| 5   | Belgia          | 0     | 2      | 1    |
| 6   | Wielka Brytania | 0     | 0      | 1    |
|     | Austria         | 0     | 0      | 1    |